# Southern Poverty Law Center

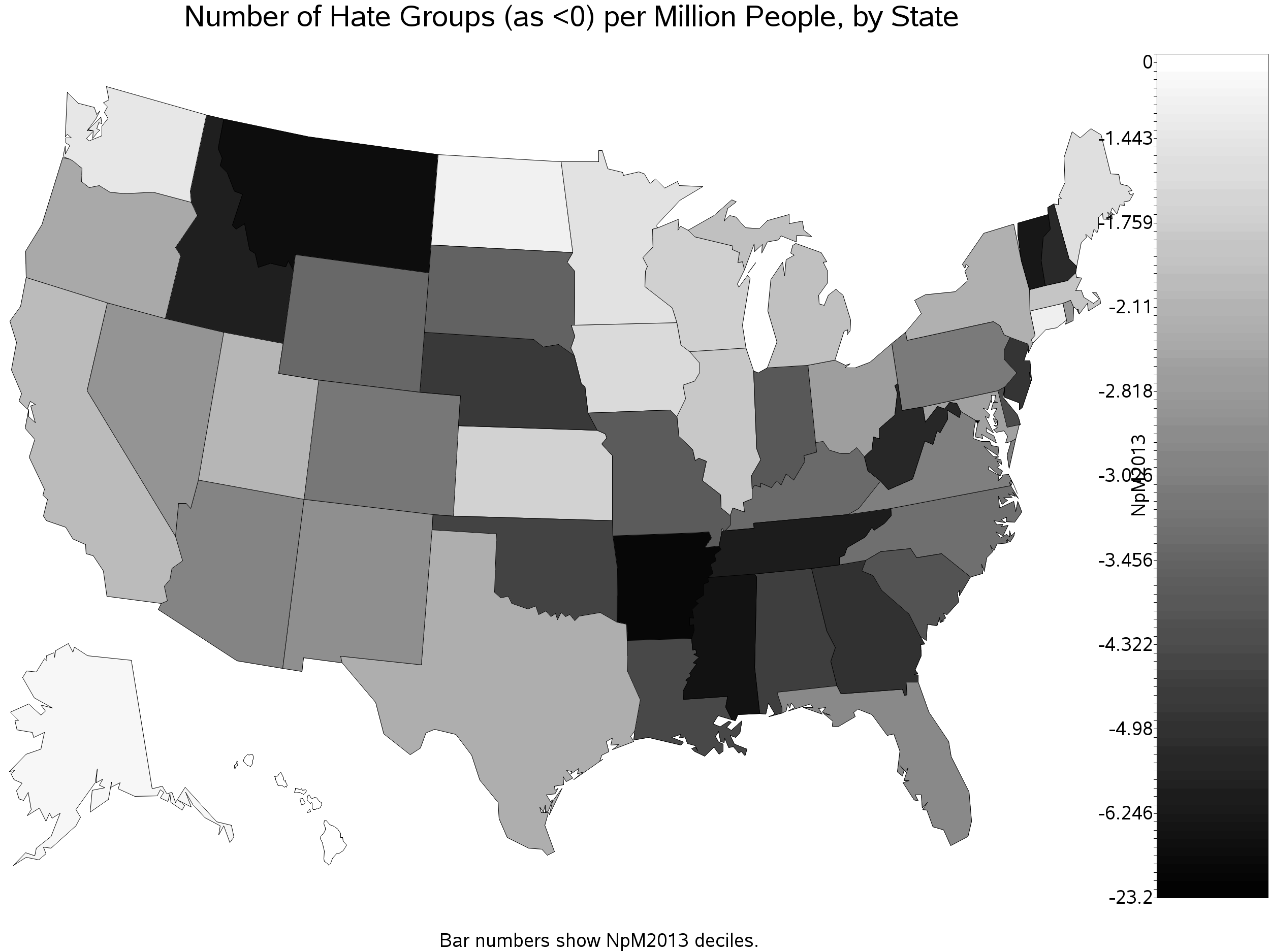
Cartographie représentant - par État américain - le nombre d'organisations ayant une philosophie de haine et d'exclusion aux États-Unis, tel qu'évalué par le SPLC (en nombre de groupes par million d'habitants) d'après la liste de groupes haineux de 2013 du Southern Poverty Law Center (carte normalisée relativement aux estimations du recensement des États-Unis pour 2013).

Le Southern Poverty Law Center (SPLC) est une association américaine qui se consacre à la promotion et à la pédagogie de la tolérance (initiative « Enseigner la tolérance »), et à la surveillance de l'extrême droite et des associations qui ont une philosophie de haine et d'exclusion aux États-Unis et à la lutte contre la haine par le biais des voies légales et de l'éducation du public.
Elle est basée à Montgomery, capitale de l'Alabama, État du Sud des États-Unis. Elle a été fondée en 1971 par Morris Dees, Joseph J. Levin Jr. et Julian Bond,,.

## Histoire
Le Southern Povety Law center est créé en 1971 par Morris Seligman Dees, trésorier des campagnes McGovern et Carter de 1972 et 1976, et Joseph J. Levin Jr, avocat spécialiste des droits civiques et membre de l'administration Carter. 
Son nom fait référence à son engagement initial dans le Sud des États-Unis où le SPLC s'est employé à agir par une approche juridique en faveur des plus modestes de la communauté afro-américaine. 
Le SPLC a initialement plaidé pour un large éventail de questions concernant les droits civiques. Il a notamment rédigé un guide pour leur enseignement après avoir constaté, via une étude publiée en 2011, que les programmes scolaires de plus de la moitié des États américains n'enseignaient pas le mouvement des droits civiques aux États-Unis. 
En 1979, il a commencé à lutter contre le Ku Klux Klan et autres groupes suprémacistes blancs avec une stratégie de plaidoirie innovante pour le pays, impliquant le dépôt de poursuites civiles avec demande de dommages et intérêts au nom des victimes des harcèlements, de menaces et de violence de la part de ces groupes. 
Morris Dees le plus connu de ses cofondateurs, décrit à la fois comme un dirigeant « charismatique » et un « fanfaron », est considéré comme un génie du marketing dont, selon Politico, « le plus grand succès pourrait être de vendre sa propre personnalité de croisé ».
Cette ONG produit une liste de groupes actifs de personnes incitant à la haine et cherche également à différencier les tendances à la haine selon les contextes et les régions (voir de certaines villes quand elles semblent touchées par une hausse des appels racistes à la haine), dont via des bilans annuels de la haine dans le pays, et en cartographiant les données relatives aux organisations utilisant la haine. Elle alerte le public et l'État sur l'apparition de milices armées.
Le SPLC s'est engagé progressivement dans différentes affaires de droit civil, telles que la lutte contre la ségrégation raciale institutionnelle, contre la discrimination fondée sur l'orientation sexuelle et ciblant la communauté LGBT, contre les menaces, sévices sexuels et autres mauvais traitements infligés envers les enfants vulnérables dans les écoles, centres de détention et établissements de santé. Le centre a par exemple obtenu en 2012 un accord novateur, faisant que les enfants et adolescents incarcérés dans le Mississippi ne soient plus logés avec des adultes dans une prison à but lucratif où ils étaient soumis à la violence et à des abus sexuels, privés de soins médicaux, psychologiques et de ressources sanitaires et éducative. De même contre l'exploitation de travailleurs (immigrant, latinos notamment), et contre les crimes haineux et la séparation de l'Église et de l'État[réf. nécessaire]. 
Parmi les personnes désignées par le SPLC comme « extrémistes » et/ou « faux patriotes » en réalité actifs contre la démocratie et le gouvernement figurent par  exemple le secrétaire au Logement et au Développement urbain des États-Unis, Ben Carson, l'écrivaine d'origine somalienne et Prix Simone de Beauvoir pour la liberté des femmes Ayaan Hirsi Ali et le politicien libéral-démocrate britannique Maajid Nawaz. 
Selon ce groupe, par ses messages ou actions (notamment relativement au projet de mur à la frontière avec le Mexique) l'administration Trump et plus encore son président (« effet Donald Trump ») ont encouragé l'apparition, l'expression et l'extension de certains groupes haineux dans le pays, durant sa campagne électorale (jusque dans les écoles), puis dès les jours qui ont suivi l'élection du nouveau président, et de manière croissante les années suivantes.

## Budget
Le Southern Poverty Law center est financé principalement par des donations individuelles, parfois de fondations d'entreprises. Le Centre fait état d'une récolte pour l'exercice 2018 de 136 millions de dollars, en forte progression depuis une précédente récolte de 44 millions de dollars en 2017,. Ces performances lui ont permis de constituer un endowment d'un montant de 471 millions de dollars fin 2018, l'un des plus élevés pour une organisation des droits civiques.

## Controverses
La liste des groupes de propagande haineuse (hate groups) du SPLC a suscité de nombreuses controverses,, qui ont amené, sous la présidence de Donald Trump, le FBI et le Pentagone à cesser d'utiliser les données du SPLC. Selon certaines de ces critiques, la définition d'extrême droite ou de groupe haineux utilisée par le SPLC est trop large et l’inscription de certaines personnes est injustifiée,,. Par exemple, en octobre 2016, le SPLC a été contraint de s'excuser et à verser 3,375 millions de dollars pour avoir calomnié l'activiste britannique anti-islamiste Maajid Nawaz.
En particulier après l'élection de Donald Trump, de nouvelles questions se posent autour d'une accusation qui pesait sur le groupe depuis des années : le SPLC ne surjoue-t-il pas, « devenant plus une opération partisane progressiste qu'un chien de garde des droits civiques ». L'association est accusée d'abuser de sa position « d'arbitre de la haine » en qualifiant les acteurs légitimes de « groupes de haine » et d '« extrémistes » afin de garder l'attention de ses donateurs libéraux.
J.M. Berger, chercheur sur l'extrémisme au Centre international de lutte contre le terrorisme à La Haye regrette ainsi que le SPLC soit allé trop loin dans certaines de ses caractérisations de groupes haineux. Pour lui, « le problème vient en partie du fait que l'organisation porte deux chapeaux, à la fois en tant que groupe activiste et source d'informations ».
Malgré ces critiques, les travaux du SPLC sont souvent cités par des médias américains,.
Le SPLC a été également critiqué pour la poursuite de sa collecte de fonds alors qu'il dispose déjà de ressources financières importantes, et pour les rémunérations importantes de ses employés et dirigeants,. L'un de ses deux fondateurs historiques, Morris Seligman Dees, est licencié en 2019 à la suite d'accusations de harcèlement sexuel de la part d'employés. Le SPLC recrute à la suite de ce départ une responsable de l'environnement de travail pour conduire un audit.
Selon une étude publiée en 2014 intitulée Watching the Watchers: The Neglect of Academic Analysis of Progressive Groups, rédigée par le sociologue conservateur George Yancey (en), professeur de sociologie à l'Université de North Texas, ce dernier constate qu'aucun des groupes énumérés sur Hatewatch n'est libéral politiquement ou religieusement. Il en conclut que le SPLC est devenu une organisation de gauche sur le plan social et politique, utilisant des critères subjectifs pour choisir les groupes qui figurent sur sa liste. Selon G. Yancey, les contrôles faits par le SPLC cibleraient des groupes conservateurs et religieux alors « que les organisations progressistes reçoivent un blanc-seing donnant une lecture déformée de la réalité. Ce faisant, les spécialistes des sciences sociales substituent un examen objectif de notre société à une approche partiale servant des intérêts sociaux et politiques progressistes. ».